# Esztergom városrészei

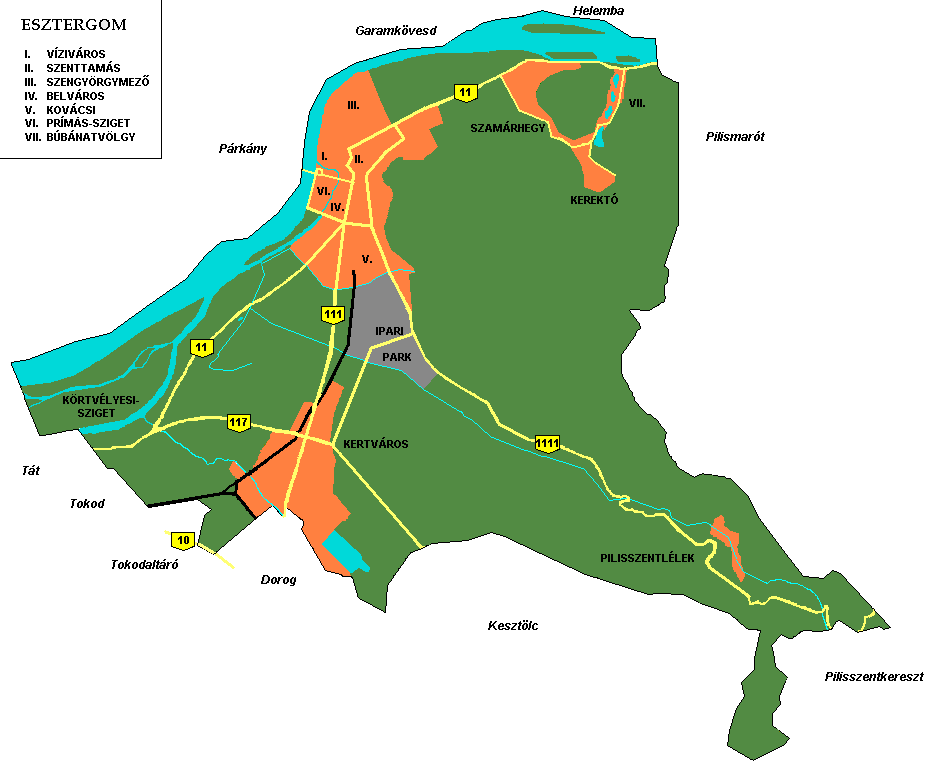
A városrészek vázlatos elhelyezkedése Esztergom közigazgatási határain belül

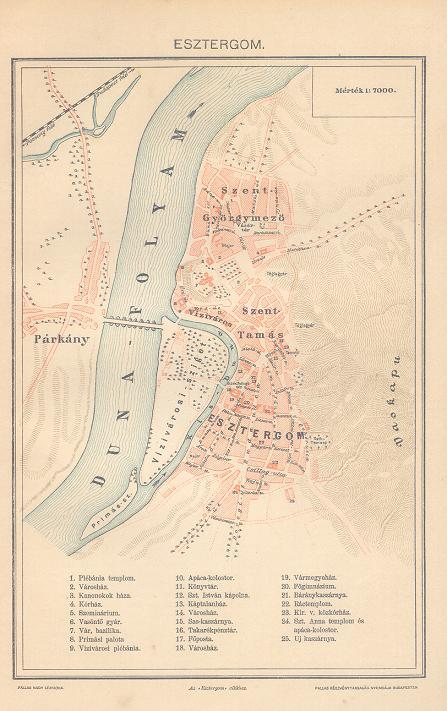
A város kiterjedése a 19. század végén

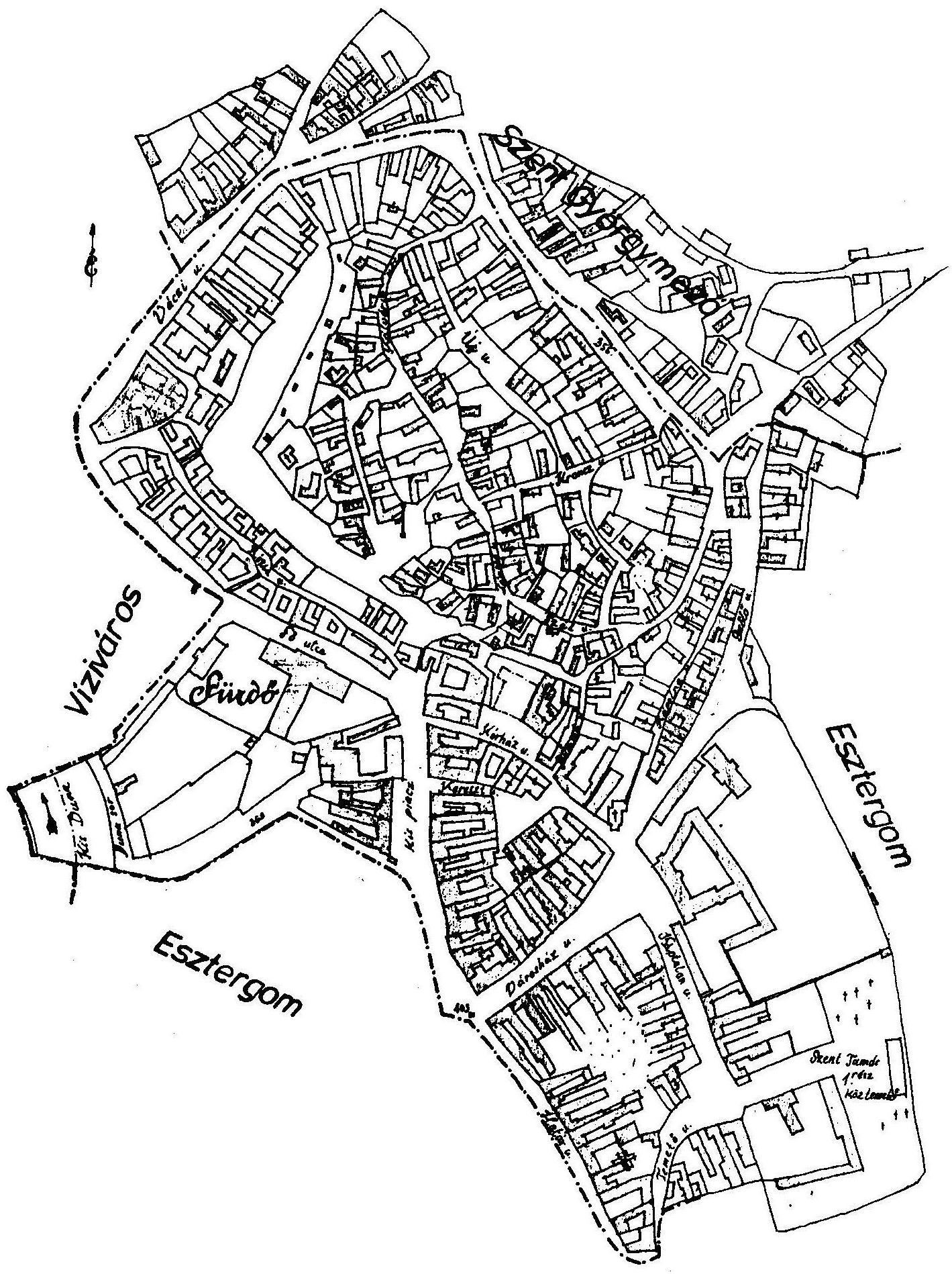
Az egykori Szenttamás nagyközség ma több városrészre tagolódik, és a Szenttamás elnevezés csak a Szent Tamás-hegyre korlátozódik

Esztergom belterületi városrészeinek jelenleg érvényben lévő elnevezéseiről az önkormányzat 2004-ben döntött, és ezt 2008. november 27-én több ponton módosította. Ezek a rendelkezések igyekeztek a visszahozni mára már kihalt, többnyire középkori eredetű elnevezéseket. Összesen mintegy harminc városrészt különböztetnek meg.

## Történeti áttekintés
Esztergom a városalapítás óta elkülönült városrészekből állt, ezeknek a településeknek a jogállása is más volt. Némelyik a király, némelyik az érsek, a káptalan vagy a keresztesek tulajdonát képezte. Ilyen a királyi város körüli települések voltak például Szentgyörgy(mező), Szenttamás prépostság, az 1239-ben az érsekség szolgálóinak alapított Víziváros, Hévíz, ami egy ott elterülő melegvízű tóról és a feltörő forrásokról kapta a nevét, Petény, Csutimonostor, Zsidód, Zamárd falu, Szentlázár, Ripária, Libád, Fenyérd, Bille, Kovácsi, Örmény, Szentistván, Szentkirály, ahol hiteleshely működött, Szentpál, Újfalu. Ezek közül a legjelentősebb és legnagyobb, a három plébániatemplommal is rendelkező Kovácsi volt, amit 1327-ben csatoltak a királyi városhoz.
Ezek a települések a tatárjárás során vagy a török uralom alatt többnyire elpusztultak, a város még ma sem éri el az akkori kiterjedését, de különböző földrajzi nevek máig őrzik a korábbi falvak neveit. A törökök 1683-as kiűzése után egyes falvak újra elkezdtek benépesülni, és új településnevek is megjelentek. Az 1760-as évekre a királyi város környéke újra benépesült. Az új, lakott területet kezdetben fertályokra osztották, amelyeket a fertálymesterek, vagy negyedészek irányítottak. A negyedek idővel önálló városrészi neveket kaptak. Így jöttek létre Terézváros (Hősök tere környéke), Józsefváros (Ady Endre utca környéke), Ferencváros (Mai Kerektemplom környéke), és Tabán (Az Árok utcától délre). A nevek azt s jelzik, hogy mely uralkodó alatt épült ki teljesen az a városrész. Ezek a települések fokozatosan beleolvadtak egymásba. Az első átfogó, telekhatárokat is tartalmazó térkép 1777-ben készült el. Idővel Tabán városrészből kivált a VI. fertály.
A 19. századra négy jelentősebb település maradt fönn. Esztergom sz. kir város, Víziváros, Szenttamás és Szentgyörgymező. A négy települést heves politikai csatározások után csak 1853-ra sikerült közigazgatásilag és adózási szempontból egyesíteni, azonban ez csak pár évig maradt így. A négy települést véglegesen 1895-ben vonták egy igazgatás alá. Ma ez alkotja a központi belterületet, ami fokozatosan nőtt főleg déli irányba, ahogy új lakóterületek épültek ki.
Az első világháborúban Esztergom mellett felállított hadifogolytáborból alakult ki fokozatosan a mai Esztergom-Kertváros. Szent István várost - ami az 1938-as Szent István-emlékév alkalmával kapta ezt a nevet - összeszervezték Nixbrót-dűlővel, Kenyérmező-majorral és Esztergom-Táborral a mai Kertvárossá, ahol ma a város lakosságának ötöde él.
A trianoni döntés előtt a dunai Helemba-sziget Hont vármegyéhez tartozott, de mivel a Duna sodorvonalától délre fekszik, Magyarország része maradt, Esztergomhoz került.
Az 1960-as, 70-es években kezdett üdülőkkel kiépülni a mai Szamárhegy (régi nevén Zamárdhegy), Búbánatvölgy, Kerektó. A várostól távoli üdülőterület mára belterületi besorolást kapott, a központi belterület és Kertváros mellett ez a harmadik legnagyobb lakóövezet.
A legutolsó jelentős változás Esztergom közigazgatási történetében 1985-ben volt, amikor a szomszédos Pilisszentlélek községet a városhoz csatolták, a város teljes területe ezzel átlépte a 100 km²-t. Ma Ács után Esztergom a megye második legnagyobb területű települése.
A huszonegyedik század elején az óvárostól délre, a Magyar Suzuki környékén alakították ki a kereskedelmi, ipari és szolgáltatói területet.

## 2008-tól
2004-ben az önkormányzat - a lakosság történelmi identitástudatát erősítendő - visszahozta a régi, feledésbe merült városrésznevek neveit. Ezeket 2008. november 27-én egészítette ki, illetve vizsgálta felül a testület. Az egykori elővárosok neveit viselő városrészeket nem a korabeli települési határokhoz, hanem a mai utcák vonalához igazították.
A jelenleg érvényben lévő elnevezések, dőlttel a 2008-as kiegészítések: Ákospalota (volt Kerektó), Aranyhegy, Bánom, Búbánatvölgy, Csalamádé, Csutimonostor, Döbönkút, Hévíz, Kenderes, Kenyérmező, Királyi város, Kovácsi, Kovácsi lakótelep, Libád, Örmény, Petény, Pilisszentlélek, Prímássziget, Ripária, Szentanna, Szentgyörgymező, Szentjánoskút, Szentlázár, Szentpál, Szenttamás, Tábor, Újfalu, Várhegy, Víziváros, Zamárd (volt Szamárhegy).
Ezeket a városrészeket szokták összefoglaló néven is emlegetni. Például a „Hegyvidék” Szentjánoskút, Kenderes, Újfalu, Kálváriahegy, Aranyhegy városrészekből áll, a „Déli városrész” Csalamádé, Kovácsi, Kovácsi lakótelep, Szentlázár, Szentpál, Ripária városrészekből, a „Királyi város” Királyi város, Hévíz, Szentanna, Csutimonostor városrészekből, „Kertváros” Kenyérmező és Tábor városrészekből.

### Ákospalota (volt Kerektó)
Belterületi városrész, a szoros értelemben vett Esztergomtól 5 km-re keletre, egyelőre nincs közművesítve. Főleg hétvégi házak találhatók a városrészben.

### Aranyhegy
A központi belterület keleti főközlekedési tengelyétől (Petőfi utca, Kölcsey utca, Bánomi áttörés) keletre eső nagy kiterjedésű városrész. Délről a Siszler út, és a Vaszary Kolos Kórház határolja, északról a Kuckländer-hegy (régi kályhagyár). A domboldalon magas a modern társasházak aránya. A Duna Múzeum és a Babits-villa találhatók itt. Kisebb részei egykor Szenttamás községhez tartoztak, pl. 1926-ig itt volt Szenttamás temetője.

### Bánom
A bazilikával szemben elterülő sűrűn lakott városrész, az épületek nagy többsége négy emeletes panelház (Béke téri lakótelep és a Bánomi lakótelep). Délről a Bánomi áttörés, a Basa utca, északról a Kőrösy László utca határolja. Itt található a Dobó Katalin Gimnázium.

### Búbánatvölgy
A központi belterülettől 5 km-re keletre eső belterületi városrész, melynek közművesítése a közeljövőben kezdődik. A Szamár-hegy és a Visegrádi hegység között húzódó völgyben a római időkben vízduzzasztó gát állt, a 20. század közepén alakították ki a mai horgásztavakat, és ez után jelentek meg az üdülők a területen. Északról a Duna, délen Kerektó/Ákospalota városrész határolja.

### Csalamádé
A Dobogókői út és a Móricz Zsigmond utca között elterülő pár utcás városrész. Hozzá tartozik a Csalamádé (Szent Anna vagy szovjet katonai) temető.

### Csutimonostor
A Királyi városrészt keletről határoló pár utcás városrész. Egykori Csuti monostor faluja volt. Főleg zártsorú beépítésű kis házakból áll. A Simor János utca, a Dobogőkői út, a Malonyai utca, és a Terézia utca határolja.

### Döbönkút
Nagy kiterjedésű, ritkán lakott terület, ami magában foglalja a központi belterület és Szamárhegy közötti földeket, a Vaskaputól északra.

### Hévíz
A királyi városhoz északról csatlakozó belvárosi városrész a Kis-Duna partján. Egyes részei 1895 előtt Szenttamás nagyközséghez tartoztak közigazgatásilag. Északról a Víziváros határolja. A 19. századig itt meleg vizű tó volt, ahol az ország első közfürdője is létesült az Árpád-korban. Innen ered a városrész elnevezése is. A 19. század közepén a tavat lecsapolták, ekkor építették ki a Mala-forrásalagutat és a Fürdő Szállót. A 20. század elején itt nyílt meg a Szent István Artézi Strandfürdő, amire a város a 30-as években a turizmusát alapozta. Az egykor a városrészben található kis családi házakat és a Lőrinc utcai előkelő épületeket elbontották az 1970-es években, azzal a céllal, hogy itt épüljön fel a modern városközpont. A tervek csak részben valósultak meg, utolsóként a rendszerváltás előtt átadott pártház, a Zöldház készült el.

### Kenderes
Lásd még: Diósvölgy
A központi belterülettől délkeletre elterülő földek, amelyek magukba foglalják Diósvölgyet is

### Kenyérmező
Esztergom-Kertváros főútjától nyugatra eső városrész, ami a 20. században fokozatosan népesült be. Délről a szomszédos Dorog határolja. Itt található Kertváros vasútállomása, az egykori Hell József Károly Műszaki Szakközépiskola épületében működő Szent István Gimnázium, az OKTÁV székhelye, valamint Kertváros temploma.

### Királyi város
Az egykori szabad királyi város területe, a legszorosabban vett értelemben ez a történelmi Esztergom, mely ezer évig megőrizte eredeti utcaszerkezetét. A középkorban itt volt az ország sokáig egyetlen pénzverdéje a Szennye-palotában, lakosai főleg gazdag külföldi kereskedők, a latinusok voltak. Az itteni kő paloták teljesen elpusztultak a tatárjáráskor. A város törököktől való felszabadítása után, keleti részén állt a Rácváros, mai épületeit a polgárosodás alatt építették. Itt található a közintézmények, védett vagy műemléki épületek nagy része, több templom, a város főtere, a bíróság, az egykori börtön, a ferences rendház.

### Kovácsi
Az Árpád-korban a királyi város legjelentősebb külvárosa, aminek három plébániatemploma is volt. 1326-ban a király Esztergomnak adományozta a falut. A 19. században itt épült fel Esztergom vasútállomása. Gazdag régészeti lelőhely, az épületek nagy része kertes családi ház.

### Kovácsi lakótelep
Kovácsitól keletre helyezkedik el, ugyanúgy a középkori Kovácsi része volt. 1904-ben itt nyílt meg a város villanytelepe, mely 1918-ig működött. A huszadik század végén az új építésű kertes házakat elbontották, a helyükön sorra épültek a négyemeletes panelházas lakótelepek. A sűrűn lakott városrészben működik a tűzoltóság, itt nyílt meg a város első hipermarketje. A vasútállomás melletti Bem téren adták át az új autóbusz-állomást 2020 augusztusában. Délről az ipari park határolja.

### Libád
Libád vagy Kisléva Egyike a legkisebb területű városrészeknek. A Szent Tamás-hegy és a Várhegy közé beszorított pár utcás családiházas terület. Eredetileg középkori község, e területen volt Szenttamás temetőhelye, amelyről az ásatások során előkerült középkori sírok tanúskodnak.

### Örmény
1895-ig Szenttamás nagyközséghez tartozott a terület, a hegy lábától délre fekszik. A középkori település, amiről a nevét kapta kis kiterjedésű volt, szántóföldjei nem voltak. Itt található a Szent István-kápolna és az egykori zsinagóga.

### Petény
Pár utcás terület Víziváros, a Várhegy és Szentgyörgymező között. A falusias megjelenésű városrészt hagyományosan már Szentgyörgymezőnek mondják.

### Pilisszentlélek
1985 óta Esztergom része, addig önálló község volt. A pár száz fős lakosságú belterülethez nagy kiterjedésű külterület is tartozik, a mai Esztergom közigazgatási területének mintegy 10 százalékát adja. Szentléleken erősen élnek a szlovák hagyományok, és építészetében is megőrizte azokat. Itt található egy szlovák tájház is

### Prímássziget
A város mellett elhúzódó Duna-sziget, aminek nagyobb, északi részén a Víziváros kertjei voltak a 19. századig, mivel az érseki Vízivárosnak nem voltak külterületei. Az eredetileg két külön sziget közti csatornát a 19. században feltöltötték. Több kis híd köti össze a várossal. A belvároshoz közeli részén modern épületekből álló városrész van kiépülőben, míg a déli részek megmaradtak a természetnek. Itt található a hajóállomás, az élményfürdő, egy meglévő és két szerkezetkész szálloda. A szigeten keresztül lehet átjutni a szomszédos Párkányba a Mária Valéria hídon át.

### Ripária
Az egykori tiszti üdülő területe a Sugár út és a Terézia utca között. A kis területen főleg társasházak és garázssorok sorakoznak.

### Szentanna
A Királyi város és a Petőfi utca között húzódó hosszúkás városrész. Eltérő típusú épületek, beépítési módok jellemzik. A 13. században az Ágoston-rendiek alapították, itt volt a Szent Anna kolostor és a Szent János templom. Idővel beleolvadt a szomszédos Örmény falu is. A török kiűzésétől 1895-ig a mai definíció szerinti Szentanna északi része Szenttamáshoz tartozott, itt volt a városháza a mai Megyei Levéltár épületében, déli része pedig Esztergom területe volt. Ma a város egyik fő közlekedési tengelye halad át rajta.

### Szentgyörgymező
Egyike Esztergom négy „klasszikus” városrészének, amiket a 19. században egyesítve létrejött a mai város. Szentgyörgymező a államalapítástól 1895-ig önálló dunaparti mezőváros volt. A nagy kiterjedésű, nagy népességű városrész máig megőrizte falusias képét, önálló kultúráját, identitását, erősen élnek a népi hagyományok. Itt található a város legnagyobb temetője, az egykori Simor Kórház, legjelentősebb kulturális intézménye az olvasókör, mely városi szinten is jelentős.

### Szentjánoskút
A Bánomi áttöréstől délre, a Vaskapu oldalán elterülő városrész. Nagy számban találhatók új építésű, előkelő villák, köszönhetően a központi elhelyezkedésnek és az innen nyíló panorámának. Hozzá tartozik Bocskoroskút és a Szentjánoskút feletti dűlők. Nevét az itt eredő forrásnak köszönheti, ami mellett kis kápolna is épült Szent János tiszteletére.

### Szentlázár
A Táti út és a Kiss János altábornagy út közötti - részben ipari - terület. A Kerektemplomtól a várost délről határoló árvízi töltésig terjed. Nyugati felén ipari terület található, keleti felén családi házak. Itt van a rendőrkapitányság is.

### Szentpál
Lásd még: Tabán (Esztergom)!
Szentlázártól nyugatra fekvő dunaparti városrész, a középkorban a jelentős külvárosok egyike volt. A török háborúk során elpusztult, csak a 18. században népesült be újra a terület. Főleg családi házak sorakoznak itt, a nyugati oldalán régi, nagyrészt elhagyott ipari épületek találhatók. Bár a városrész hivatalos neve Szentpál, hagyományosan Tabánnak nevezik az Árok utcától (a királyi várostól) délre eső területet. A Tabán volt az egyetlen, addig a köznyelvben használt elnevezés, amely 2004-es rendelet értelmében más nevet kapott, helyére az addig évszázadokig nem használt Szentpál lépett - legalábbis hivatalosan.

### Szenttamás
Egyike Esztergom négy „klasszikus” városrészének, amiket a 19. században egyesítve létrejött a mai város. Eredetileg prépostság volt a területen. A Várheggyel egymagas Szent Tamás-hegy évszázadokig a vár gyenge pontja volt, hiszen innen ágyúzták az ostromok során, ezért a törökök palánkvárat építettek rá. A 19. században, az új egyházi központ kiépítésének idején főleg iparosok költöztek ide, ez után alakult ki a mai jellegzetes sok kis, kanyargós utcából álló utcaszerkezet. A hatályos rendelet szerint meghatározott, mai Szenttamás csak magára a hegyre korlátozódik, viszont amíg a mezőváros önálló volt sok olyan utca is hozzá tartozott közigazgatásilag, amik most más városrészekhez tartoznak. Így fordulhat elő, hogy az egykori városháza ma nem Szenttamáson, hanem Szentannán van. Hévíz városrész egyik fele korábban szintén Szenttamáshoz tartozott, míg Örmény teljes egészében része volt.

### Tábor
Esztergom-Kertváros keleti felét nevezik Tábornak, ami magában foglalja az egykori szovjet laktanyákból kialakított Szalézi lakóparkot is. A városrészen található a Palatinus-tó, a Féja Géza Közösségi Ház, a kertvárosi temető, északi részén pedig ipari terület. Korábban a szalézi rend iskolája működött itt.

### Újfalu
A Vaszary Kolos Kórháztól és Aranyhegytől délre eső terület a Vaskapu oldalában. A középkorban a káptalan jobbágyai lakták. Itt található a belvárosi temető. Ritkán lakott, főleg családi házas városrész. Hozzá tartozik a Kálvária-hegy, Kiskúria, Cigánykút, délkeleti irányba nagy kiterjedésű. Jelentősebb épületei mindössze a hegyoldalban található kápolnák: Orbán-kápolna, Kálvária-kápolna, Jó Pásztor-kápolna, Rozália-kápolna valamint a Belvárosi temető ravatolozó kápolnája.

### Zamárd (volt Szamárhegy)
A Köznyelvben Szamárhegyként élő városrész Esztergomtól 4 km-re keletre fekszik, a Szamár-hegy déli és nyugati oldalán. A hivatalos Zamárd elnevezés az itteni középkori falura utal. Bár a terület belterület, még nem közművesített; elsődlegesen üdülők találhatók itt. A Duna és a Vaskapu közé beszorított város Szamárhegy irányába terjeszkedik.
Az 1950-es években a dunai oldalon motocrosspálya épült, de a verseny alkalmával előkerült régészeti leleltek miatt bezárták, és áthelyezték Piliscsévre.[forrás?]